# 이교욱
이교욱(1963년 ~ )은 KBS 드라마본부의 프로듀서이다. 

## 학력 및 경력
- 영광고등학교
- 서울대학교 신문방송학과 학사
- KBS 시사교양본부 PD
- KBS 예능본부 PD
- KBS 드라마본부 PD

## 수상 경력
- 제37회 백상예술대상 신인 연출가상